# Павлово (Южский район)
Павлово — упразднённая деревня в Южском районе Ивановской области России.

## География
Урочище находится в юго-восточной части Ивановской области, в зоне хвойно-широколиственных лесов, к востоку от реки Клязьмы, на расстоянии примерно 21 км к северо-востоку от города Южи, административного центра района. Абсолютная высота — 78 метров над уровнем моря.

### Климат
Климат характеризуется как умеренно континентальный, с холодной многоснежной зимой и умеренно тёплым летом. Среднегодовая температура воздуха — 3,3 °C. Средняя температура воздуха самого холодного месяца (января) — −11,9 °C, средняя температура самого тёплого (июля) — 18,6 °С. Годовое количество атмосферных осадков составляет 494 мм, из которых большая часть выпадает в тёплый период. Снежный покров держится в течение 150 дней.

## История
В «Списке населенных мест Ивановской губернии по сведениям 1859 года» населённый пункт упомянут как удельная деревня Вязниковского уезда, расположенная в 19 верстах от уездного города. В деревне насчитывалось 14 дворов и проживало 124 человека (64 мужчины и 60 женщин).
По состоянию на 1905 год, в Павлове имелось 30 дворов и проживало 144 человека. В административном отношении деревня входила в состав Рыловской волости.
По данным 1926 года в деревне имелось 40 хозяйств (в том числе 38 крестьянских) и проживало 209 человек (112 мужчин и 97 женщин). Являлась частью Добрицкого сельсовета Мстерской волости.
На момент упразднения входила в состав Новоклязьминского сельсовета Южского района. Упразднена решением облисполкома № 89 от 8 июля 1992 года.